# 异域漂流作家
《异域漂流作家》（日语：ツギハギ漂流作家）是日本漫画家西公平的作品。臺灣由東立出版社代理。
由于本作品在周刊连载没到一年就完结，在最终话主角吉备真备的台词“比起讨厌什么，用喜欢什么来说明自己吧!!!」”（何が嫌いかより、何が好きかで自分を語れよ!!!）成为了名言而出名。且该场景主角真备和《海贼王》的蒙奇·D·路飞很像，又因为被p成路飞在讲的图像被流传，所以有时会被误认为是路飞的台词。在2014年发售的游戏里，就收录了用路飞的声音来讲前面真备相同的台词。但之后因为不明原因在之后的更新裡被其他语音代替了。